# アンジェラ・ジョンソン＝レイエス
アンジェラ・ジョンソン＝レイエス（Anjelah Johnson-Reyes、1982年5月14日 - ）は、アメリカ合衆国の女優。アンジェラ・ジョンソン（Anjelah Johnson）と表記されることもある。

## 出演作品
- キャンディ・ケイン・レーン Candy Cane Lane (2023)
- 大人の女子会・ナイトアウト Moms' Night Out (2014)
- おとなの恋には嘘がある Enough Said (2013)
- ラリーのミッドライフ★クライシス シーズン8
- マイファミリー・ウェディング
- アルビン２　シマリス３兄弟  vs. ３姉妹